# Championnat de France de rugby à XIII 1979-1980
Navigation
Édition précédente Édition suivante
Le Championnat de France de rugby à XIII 1979-1980 oppose pour la saison 1979-1980 les meilleures équipes françaises de rugby à XIII au nombre de quatorze.

Au cours de cette saison, le tenant du titre, le XIII Catalan « disparait, trop sûr de lui », laissant le soin à un autre club catalan, Saint-Estève, le soin de défier Villeneuve-sur-Lot en finale.

## Liste des équipes en compétition
| Albi Avignon Cavaillon Carcassonne Lézignan Limoux Pamiers Pia XIII Catalan Saint-Estève Toulouse Villefranche Villeneuve Roanne |

## Déroulement de la compétition

### Groupe A
| Classement | Club               | Points | Matchs |
| 1er        | Avignon            | 66     | 26     |
| 2e         | XIII Catalan       | 65     | 26     |
| 3e         | Pia                | 64     | 26     |
| 4e         | Villeneuve-sur-Lot | 62     | 26     |
| 5e         | Roanne             | 60     | 26     |
| 6e         | Carcassonne        | 56     | 26     |
| 7e         | Lézignan           | 55     | 26     |
| 8e         | Albi               | 50     | 26     |
| 9e         | Pamiers            | 48     | 26     |
| 10e        | Toulouse           | 46     | 26     |
| 11e        | Tonneins           | 45     | 26     |
| 12e        | Carpentras         | 42     | 26     |
| 13e        | Limoux             | 46     | 26     |
| 14e        | Saint-Gaudens      | 46     | 26     |

|  | Qualifié pour les quarts-de-finale            |
|  | Affronte les barrages de maintien en groupe A |

Limoux et Saint-Gaudens descendent en groupe B.

### Groupe B
| Classement | Club              | Points | Matchs |
| 1er        | Saint-Estève      | 44     | 16     |
| 2e         | La Réole          | 42     | 16     |
| 3e         | Villefranche      | 39     | 16     |
| 4e         | Entraigues        | 36     | 16     |
| 5e         | Saint-Jacques     | 35     | 16     |
| 6e         | Salon-de-Provence | 29     | 16     |
| 7e         | Châtillon         | 23     | 16     |
| 8e         | Paris             | 20     | 16     |
| 9e         | Cahors            | 20     | 16     |
| 10e        | Cavaillon         | 0      | 0      |

|  | Qualifié pour les quarts-de-finale de Poule A et montée en groupe A |
|  | Qualifiés pour les barrages d'accès au groupe A                     |

Saint-Estève et La Réole montent en groupe A.

## Tableau final
|  | Quarts de finale               | Quarts de finale           |                    |    | Demi-finales             | Demi-finales             |  |  | Finale                    | Finale                    |
|  | Quarts de finale               | Quarts de finale           |                    |    | Demi-finales             | Demi-finales             |  |  | Finale                    | Finale                    |
|  |                                |                            |                    |    |                          |                          |  |  |                           |                           |
|  | le 20 avril 1980 à Pamiers     | le 20 avril 1980 à Pamiers |                    |    | le 4 mai 1980 à Tonneins | le 4 mai 1980 à Tonneins |  |  | le 18 mai 1980 à Toulouse | le 18 mai 1980 à Toulouse |
|  | le 20 avril 1980 à Pamiers     | le 20 avril 1980 à Pamiers |                    |    | le 4 mai 1980 à Tonneins | le 4 mai 1980 à Tonneins |  |  | le 18 mai 1980 à Toulouse | le 18 mai 1980 à Toulouse |
|  | Villeneuve-sur-Lot             | 17                         |                    |    | le 4 mai 1980 à Tonneins | le 4 mai 1980 à Tonneins |  |  | le 18 mai 1980 à Toulouse | le 18 mai 1980 à Toulouse |
|  | Villeneuve-sur-Lot             | 17                         |                    |    | le 4 mai 1980 à Tonneins | le 4 mai 1980 à Tonneins |  |  | le 18 mai 1980 à Toulouse | le 18 mai 1980 à Toulouse |
|  | Roanne                         | 12                         |                    |    | le 4 mai 1980 à Tonneins | le 4 mai 1980 à Tonneins |  |  | le 18 mai 1980 à Toulouse | le 18 mai 1980 à Toulouse |
|  | Roanne                         | 12                         | Villeneuve-sur-Lot | 14 |                          |                          |  |  | le 18 mai 1980 à Toulouse | le 18 mai 1980 à Toulouse |
|  | le 20 avril 1980 à Tonneins    |                            | Villeneuve-sur-Lot | 14 |                          |                          |  |  | le 18 mai 1980 à Toulouse | le 18 mai 1980 à Toulouse |
|  |                                | La Réole                   | 6                  |    |                          |                          |  |  | le 18 mai 1980 à Toulouse | le 18 mai 1980 à Toulouse |
|  | La Réole                       | La Réole                   | 6                  | 7  |                          |                          |  |  | le 18 mai 1980 à Toulouse | le 18 mai 1980 à Toulouse |
|  | La Réole                       |                            |                    | 7  |                          |                          |  |  | le 18 mai 1980 à Toulouse | le 18 mai 1980 à Toulouse |
|  | Avignon                        | 2                          |                    |    |                          |                          |  |  | le 18 mai 1980 à Toulouse | le 18 mai 1980 à Toulouse |
|  | Avignon                        | 2                          | Villeneuve-sur-Lot | 12 |                          |                          |  |  |                           |                           |
|  | le 19 avril 1980 à Carcassonne |                            | Villeneuve-sur-Lot | 12 |                          |                          |  |  |                           |                           |
|  |                                | Saint-Estève               | 7                  |    |                          |                          |  |  |                           |                           |
|  | Saint-Estève                   | Saint-Estève               | 7                  | 15 |                          |                          |  |  |                           |                           |
|  | Saint-Estève                   | le 4 mai 1980 à Perpignan  |                    | 15 |                          |                          |  |  |                           |                           |
|  | XIII Catalan                   | 14                         |                    |    |                          |                          |  |  |                           |                           |
|  | XIII Catalan                   | 14                         | Saint-Estève       | 12 |                          |                          |  |  |                           |                           |
|  | le 20 avril 1980               |                            | Saint-Estève       | 12 |                          |                          |  |  |                           |                           |
|  |                                | Pia                        | 3                  |    |                          |                          |  |  |                           |                           |
|  | Pia                            | Pia                        | 3                  | 32 |                          |                          |  |  |                           |                           |
|  | Pia                            |                            |                    | 32 |                          |                          |  |  |                           |                           |
|  | Carcassonne                    | 5                          |                    |    |                          |                          |  |  |                           |                           |
|  | Carcassonne                    | 5                          |                    |    |                          |                          |  |  |                           |                           |

### Finale
(mt : 5 - 4)
Homme du match :
Points marqués :
- Villeneuve-sur-Lot : 3 essais de Laroche (3e), Badet (50e) et Fourquet (62e) ; 1 pénalité de Duluc (64e) ; 1 drop de Mazaré (60e) , 1 carton jaune de Roosebrouck (74e).
- Saint Estève: 1 essai de Jobe (64e) ; 2 buts pénalité d'André (2e et 38e) ; 1 carton jaune de Terrats (74e)

Évolution du score : 
Arbitre : Guy Catteneo (Provence)
Spectateurs : 10 029
Recette : 444 605 francs
Composition des équipes :
- Villeneuve: Martial Vrech - Daniel Badet, Philippe Fourquet, Michel Laville, Pascal Laroche (o)- Michel Mazaré(m) - Patrice Duluc - Joël Roosebrouck - Serge Cuyas - Didier Hermet - Max Chantal- Christian Maccali - Jean-Pierre Sagnette - Entraîneur : Raymond Gruppi
- Saint-Estève: Marcel Pillon- Dutren- Jobe (puis Bernard Siré), Francis André, Michel Alibert (o)- Jacques Jorda (m) - Marc Cabaner - René Terrats- Jo Bruzy- Jean-Marie Bosc- Denis Bertrand - Eric Ferrer- Cala (puis Georges Charcos) - Entraîneur :

## Barrages de maintien dans le groupe A
| 5 avril 1980 | Carpentras | 26 - 5 | Villefranche | Lézignan |
| 5 avril 1980 |            |        |              | Lézignan |
| 5 avril 1980 |            |        |              | Lézignan |

| 5 avril 1980 | Tonneins | 21 - 6 | Entraigues | Toulouse |
| 5 avril 1980 |          |        |            | Toulouse |
| 5 avril 1980 |          |        |            | Toulouse |

## Effectifs des équipes présentes
| Villeneuve-sur-Lot | Daniel Badet Christian Bossis Max Chantal Serge Cuyas Patrice Duluc Francis Duthil Fougerolas Philippe Fourquet Gilbert Gauban Didier Hermet Pascal Laroche Michel Laville Luquet Christian Maccali Maclay Michel Mazaré Claude Nayrolles Patrick Pedrazzani Plantif Joël Roosebrouck Jean-Pierre Sagnette Martial Vrech Villard Entraîneur : Raymond Gruppi                                | Saint-Estève  | Michel Alibert (o) Francis André Denis Bertrand Jean-Marie Bosc Jo Bruzy Cala Marc Cabaner Castillo Céré Georges Charcos Dutren Fajal Eric Ferrer Grallizi Jobe Jacques Jorda (m) Marcel Pillon Bernard Siré René Terrats                                                                |
| XIII catalan       | Guy Arasa Henri Berneau Gérard Borreil Jean-Louis Brial Jean-Jacques Cologni Guy Delaunay Jean-François Fresquet Antoine Gonzales Ivan Grésèque Bernard Guasch Alain Guéry Francis Laforgue Guy Laforgue Patrick Nauroy Gérard Pélissier Bernard Ragonnet Jean-Pierre Siré Alain Touchagues Entraîneur : Francis Mas                                                                        | Carcassonne   | Guy Alard Christian Baile Didier Bernard Victor Buttignol Manuel Caravaca Jean-François Da Ré Régis Escamilla Galilbert Guy Garcia André Malacamp José Moya Richard Pailhès Jean-Paul Rivière Charles Rosado Jean-Pierre Sauret Alain Séguy Raymond Toujas Entraîneur : Claude Teisseire |
| Avignon            | Hervé Bonet Gilbert Caillol Clément Giannorsi Alain Frattini Jacques Guigue Bernard Imbert Jacques Imbert Jean-Marie Imbert Philippe Jean Christian Larodas Gérard Lepine Didier Savonne Spiteri Thierry Vadon | Pia           | Marc Ambert Philippe Ambert Benavent Jean-Marc Bourret Henri Daniel Gallego (o) Laurent Gomez Lavaux Margail Jean-Jacques Naudo Michel Naudo Panabière Pia (m) Julien Rascagnères Sébastien Rodriguez Sapata Traversa A. Valls                                                           |
| Roanne             | Jean-Luc Barate Guy Bastianelli Jean-Pierre Béranger Cipola Jean-Paul Dumas Bernard Gayé José Giné Goubeaux Sylvain Herrero Jacquemot Julien Michel Laffargue Christian Lassale Navarro Yves Raynaud François Rodriguez Bruno Santatonio Entraîneur : Bernard Vizier | La Réole      | Dominique Baloup Noël Corbella Mario Covolan Da Ros De Tregomain Jean-Éric Ducuing Patrick Ducuing Dupuch Jean-Claude Lauga Martin Mivielle Moretto Morin Paradelle Telez Tomiet |
| Lézignan           | Richard Alonso Carrière Delphin Castanon Robert Clottes Claude Darrieumerlou Richard Gélis Michel Maïque Hugues Ratier Yves Tisseyre Éric Waligunda | Albi          | Abbot Blanc Jean-Louis Castel Caussé Châtelet Da Silva Claude Gayraud Étienne Kaminski Christian Laskawiec René Laskawiec Luc Michel Moussard Christian Puech Roland Puech Roux |
| Pamiers            | Alvarez Jean-Louis Bezard P. Casenave Jean-Baptiste Djébli Luc Eychenne Gérin Michel Gonzalez Jalibert Ourgod Francis Pierre Pintos Pujol Sombrun | Toulouse      | Pierre Ailleres Altié Cipolla Bernard Dejean Lozes Maurice de Matos Michel Meneghin Alain Pujol Guy Rodriguez Samazan Noël Vergara Charles Zalduendo |
| Tonneins           | Acosta Alain Arcon Baey Bardines Bertin Blois Couderc Christian Cozza Fabre Gilis Christian Jammet Laborie Christian Lacube Léomant Daniel Lohiac Alain Marcon Serge Marcon Jean-Pierre Marot Bernard Mensencal Mentez Christian Panno Bernard Paradelle Hellen Plantion Rinaudo Christian Rivoltella Patrick Solal Jean-Pierre Trémouille Jean-François Torrès Entraîneur : Louis Brésolin | Carpentras    | Thierry Bernabé Gardail Guy Gardol Rey Christian Scicchitano |
| Limoux             | Belenger Daniel Clergy Jean-Marc Gonzales Guiraud Marquet Marty Monero Francis de Nadaï Henri Pech Tedo | Saint-Gaudens | Alizon Borreau Canal Challain Rey Cortessogue Philippe Gestas Montpellaz J.-A. Rives Paul Soubiès Yves Storer Gilbert Vadillo René Zaccariotto |
| Entraigues         | Daniel Moreau | Villefranche  | Yves Alvernhe Boyer Galy Gombert Christian Laumond Serge Moly Reygasse Bernard Rouland Gérard Roux Royer Sérieys Francis Tranier Viguié |